# 特羅揚德
47°52′50″N 35°29′25″E / 47.88056°N 35.49028°E
特羅揚德（烏克蘭語：Троянди）是位於烏克蘭東南部的村莊，由扎波羅熱州扎波羅熱区的馬特維伊夫卡市鎮負責管轄。該村處於莫克拉莫斯科夫卡河畔，始建於1900年，面積0.25平方公里，2001年人口130。